# 2005 في المكسيك
فيما يلي قوائم الأحداث التي وقعت خلال عام 2005 في المكسيك.

## رياضة
- 1 يناير – رالي المكسيك 2005

## برامج ومسلسلات وأنمي
- بيريجرينا

## وفيات

### يناير
- 1 يناير – مارينا تامايو (مواليد 1960)
- 22 يناير – كونسويلو بيلاثكيث (مواليد 1916) موسيقية مكسيكية.

### أبريل
- 10 أبريل – هوراسيو كاسارين (مواليد 1918) لاعب كرة قدم مكسيكي.

### مايو
- 1 يناير – مارينا تامايو (مواليد 1960)